# Abencerrajes

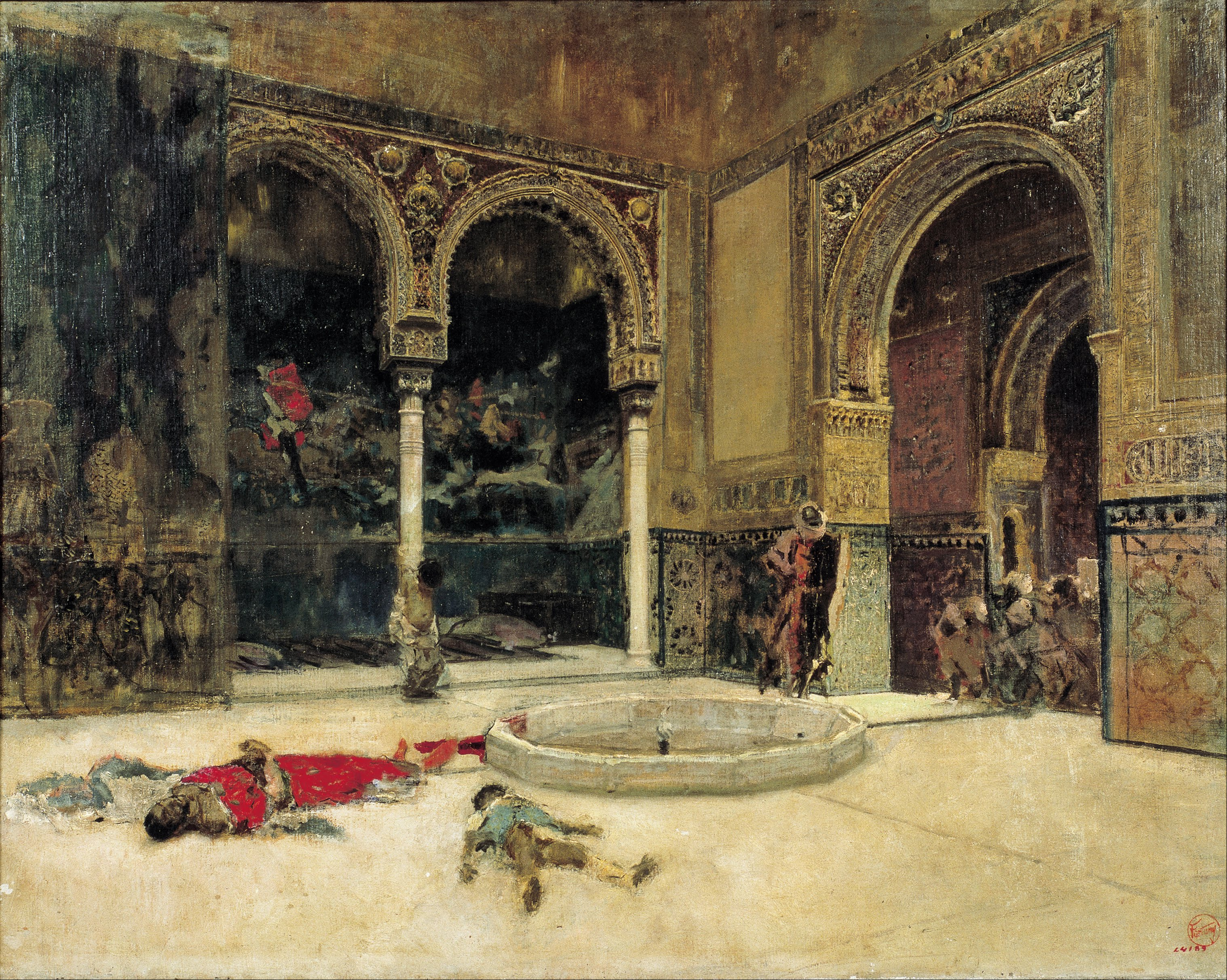
Rzeź Abenceragów, Mariano Fortuny

Abencerrajes (Abenceragowie) – szlachecka rodzina mauretańska w Grenadzie.
Rodzina posiadała w XV w. duże wpływy w Emiracie Grenady. Wedle legendy zostali zamordowani przez Boabdila z rozkazu emira Abu'l Hassana w  Alhambrze, w komnacie nazwanej później Salą Abenceragów (ok. 1460). Legenda o ich losie opisana została przez Perez de Hita w dziele Guerras Civiles de Grenada, skąd pomysł zaczerpnął Chateaubriand do powieści Les aventures du dernier des Abencerages.